# Odwzorowanie atomowe
Odwzorowanie atomowe – odwzorowanie suriektywne {\displaystyle f\colon X\to Y} między przestrzeniami topologicznymi {\displaystyle X} i {\displaystyle Y} o tej własności, że dla każdego continuum {\displaystyle K} zawartego w {\displaystyle X,} którego obraz {\displaystyle f[K]} ma co najmniej dwa elementy, spełniony jest warunek
{\displaystyle f^{-1}[f[K]]=K.}
Pojęcie odwzorowania atomowego (zakładając dodatkowo ciągłość) wprowadził R.D. Anderson, a zastosowane zostało ono później do konstrukcji pewnych szczególnych continuów. W 1972 roku Adam Emeryk udowodnił następujące twierdzenie dotyczące odwzorowań atomowych:
Niech {\displaystyle X} będzie continuum metrycznym oraz dla każdego elementu {\displaystyle x} przestrzeni {\displaystyle X} niech {\displaystyle K_{x}} będzie również continuum metrycznym. Istnieje wówczas ośrodkowe continuum {\displaystyle S} spełniające pierwszy aksjomat przeliczalności oraz suriektywne, atomowe odwzorowanie nieprzywiedlne
{\displaystyle \pi \colon S\to X}
o tej własności, że dla wszelkich {\displaystyle x\in X}
{\displaystyle \pi ^{-1}[\{x\}]=K_{x}.}
Jeżeli ponadto, {\displaystyle X} jest continuum nierozkładalnym, to {\displaystyle S} również jest takie.